# Wopke Hoekstra
Wopke Bastiaan Hoekstra (Bennekom, 30 september 1975) is een Nederlands diplomaat en politicus voor het Christen-Democratisch Appèl (CDA). Hij is sinds 5 oktober 2023 Eurocommissaris voor Klimaat en Schone Groei.
Eerder was hij lid van de Eerste en  Tweede Kamer, fractievoorzitter en lijsttreker voor het CDA. Ook was hij minister van Buitenlandse Zaken en tweede vicepremier in het kabinet-Rutte IV.

## Jeugd en vroege carrière
Wopke Hoekstra's vader was internist en hoogleraar interne geneeskunde. Zijn moeder werkte als pedagoge op het instituut Bartiméus voor blinden en slechtzienden. In een dubbelinterview met oud-premier Jan Peter Balkenende beschrijft Hoekstra hoe hij al als 8-jarige met zijn vader keek naar de persconferenties van toenmalig premier Ruud Lubbers. Op 20-jarige leeftijd verloor hij zijn moeder aan slokdarmkanker.
Hoekstra studeerde rechten aan de Universiteit Leiden en behaalde daar ook zijn propedeuse geschiedenis. In Leiden was hij praeses van het collegium van de Leidse Studenten Vereniging Minerva. In 2000 studeerde hij rechten en internationale politiek in Rome aan de LUISS Guido Carli Universiteit en in 2005 behaalde hij zijn MBA aan INSEAD in Fontainebleau en Singapore.
Vóór zijn ministerschap was Hoekstra partner bij organisatieadviesbureau McKinsey en onder andere voorzitter van de Raad van Toezicht van het Scheepvaartmuseum en ambassadeur van het Prinses Maxima Centrum voor kinderoncologie. Eerder werkte hij voor Shell in Berlijn, Hamburg en Rotterdam.

## Eerste Kamerlid
Voor het CDA was hij onder meer penningmeester van de Eduardo Freistichting en bestuurslid van de afdeling Amsterdam. Hij werd bij de Eerste Kamerverkiezingen van 2011 verkozen tot senator en op 7 juni 2011 beëdigd. Op 6 december dat jaar hield Hoekstra zijn maidenspeech tijdens het debat over de geleidelijke afbouw van de dubbele heffingskorting voor kostwinners. Daarna behandelde hij onder andere de wetsvoorstellen over de AOW en de nationale politie.
Als Eerste Kamerlid was Hoekstra onder meer actief in de Eerste Kamercommissie voor Financiën. Hij was daarnaast woordvoerder bij de behandeling van het enige wetsvoorstel in de periode 2015-2019 van de Eerste Kamer waarbij de zogenaamde 'Wet van Noten' (die stelt dat partijen zelden tot nooit anders stemmen in de Eerste Kamer dan in de Tweede Kamer) niet opging. Het CDA hielp het kabinet bij het niet-indexeren van de kinderbijslag in 2013 aan een meerderheid in de senaat. Ook stemde hij als enige CDA-senator voor afschaffing van de gewetensbezwaarde trouwambtenaren en voor het wetsvoorstel over lesbisch ouderschap.
In 2016 was hij voorzitter van de commissie die het CDA-verkiezingsprogramma voor de Tweede Kamerverkiezingen 2017 opstelde. Na die verkiezingen vormde het CDA met verkiezingswinnaar VVD, D66 en de ChristenUnie een centrumrechts kabinet, het kabinet-Rutte III. Hoekstra werd minister van Financiën en werd op 26 oktober 2017 beëdigd. Een dag eerder had hij afscheid genomen als Eerste Kamerlid.
In 2013 werd Hoekstra door de parlementaire pers genomineerd voor politiek talent van het jaar. In 2016 was hij de een-na-jongste in de Volkskrant Top-200 van invloedrijkste Nederlanders.

## Ministerschap

### Minister in kabinet-Rutte III
Hoekstra trad als minister aan op het moment dat Nederland een belangrijk deel van de financiële crisis achter zich gelaten had. Dat betekende ook dat hij solide begrotingen kon presenteren op Prinsjesdag. Vanwege het ruime begrotingsoverschot, het feit dat de Nederlandse Staat zeer voordelig kan lenen en de noodzaak om enkele grote kapitaalintensieve investeringen te kunnen en moeten doen, ontwikkelde hij samen met minister Eric Wiebes van Economische Zaken het Nationaal Groeifonds, dat ruimte moest bieden aan grote investeringen op gebieden als innovatie, infrastructuur en verduurzaming. Het fonds, informeel Wopke-Wiebes-fonds, werd medio 2020 gelanceerd.
Op 26 februari 2019 maakte Hoekstra bekend dat de Nederlandse Staat onder zijn toezien in de voorgaande maanden in het diepste geheim extra aandelen had verworven in Air France-KLM. Het doel was om een aandelenpakket op te bouwen van gelijke omvang als dat van de Franse Staat en zo meer invloed te kunnen uitoefenen op toekomstige ontwikkelingen bij het bedrijf, in het volgens het kabinet Nederlandse publieke belang. Hoekstra werd later bekritiseerd vanwege de aankoop, omdat hij de Tweede Kamer niet tijdig en volledig had geïnformeerd, in strijd met het budgetrecht. De Algemene Rekenkamer noemde de aandelenverwerving in een rapport op Verantwoordingsdag 2020 een in comptabel opzicht onrechtmatige transactie. De waarde van het aandelenpakket was inmiddels met een half miljard euro gedaald, van de prijs die de Staat betaalde, € 750 miljoen, naar € 230 miljoen. Toch werd de rijksrekening goedgekeurd, omdat de Tweede Kamer de aandelenaankoop achteraf wel goedkeurde.
Op 2 september 2019 hield Hoekstra de elfde HJ Schoo-lezing van Elsevier Weekblad in Theater Diligentia in Den Haag, onder de titel: Het land van morgen. Naar een nieuw maatschappelijk evenwicht, ook in boekvorm uitgegeven ISBN 978-94-6348066-6. Hij stelde onder andere dat "de Nederlandse identiteit in gevaar" zou zijn.
Op Europees niveau verzette Hoekstra zich met succes tegen de uitgifte van eurobonds. Wel werden in oktober 2020 Eurozonebonds uitgegeven. Tijdens de coronacrisis kreeg hij felle kritiek uit Zuid-Europese landen, in het bijzonder Italië en Spanje. Later gaf hij toe dat zijn opstelling te weinig empathisch was geweest.
In oktober 2021 kwam uit de Pandora Papers naar buiten dat Hoekstra belegd had in een Oost-Afrikaans safaribedrijf via een brievenbusfirma op de Maagdeneilanden, een belastingparadijs. De aandelen ter aankoopwaarde van 26.500 euro waren in 2009 in zijn bezit gekomen. Hoekstra deed deze aandelen in oktober 2017 van de hand, een week voordat hij minister werd. Hoekstra verklaarde dat hij bij de aankoop niet wist dat het bedrijf op de Maagdeneilanden gevestigd was. Tevens zei hij belegd te hebben in een fonds van McKinsey, waar hij partner was. Dit fonds staat geregistreerd op het eiland Guernsey, een ander belastingparadijs. In het vragenuur op 5 oktober in de Tweede Kamer zei Hoekstra dat hij zorgvuldiger had moeten zijn bij zijn investering in het safaribedrijf.

### Partijleider en lijsttrekker 2021
Lange tijd werd Hoekstra gezien als favoriet voor het partijleiderschap van het CDA en het lijsttrekkerschap van deze partij bij de verkiezingen voor de Tweede Kamer in maart 2021. Op 17 juni 2020 gaf hij publiekelijk te kennen zich niet kandidaat te stellen. Hij gaf aan zichzelf meer te zien als een bestuurder dan als een beroepspoliticus: 'Ik wil dicht bij mezelf blijven.' Vervolgens werd hij door kandidaat-lijsttrekker Pieter Omtzigt genoemd als kandidaat-premier, maar Hugo de Jonge won de lijsttrekkersverkiezing nipt van Omtzigt.
Nadat De Jonge zich op 10 december 2020 had teruggetrokken  als lijsttrekker, werd Hoekstra door het CDA-partijbestuur gevraagd zich alsnog kandidaat te stellen. Omtzigt gaf te kennen zijn kandidatuur te steunen. Hoekstra bewilligde in het verzoek, waarop het CDA-partijbestuur een dag later unaniem besloot Hoekstra voor te dragen. Na de verkiezingen, waarin de partij vijftien zetels pakte, werd hij CDA-fractievoorzitter in de Tweede Kamer. In januari 2022 verliet hij de Kamer om minister te worden.

### Minister in kabinet-Rutte IV

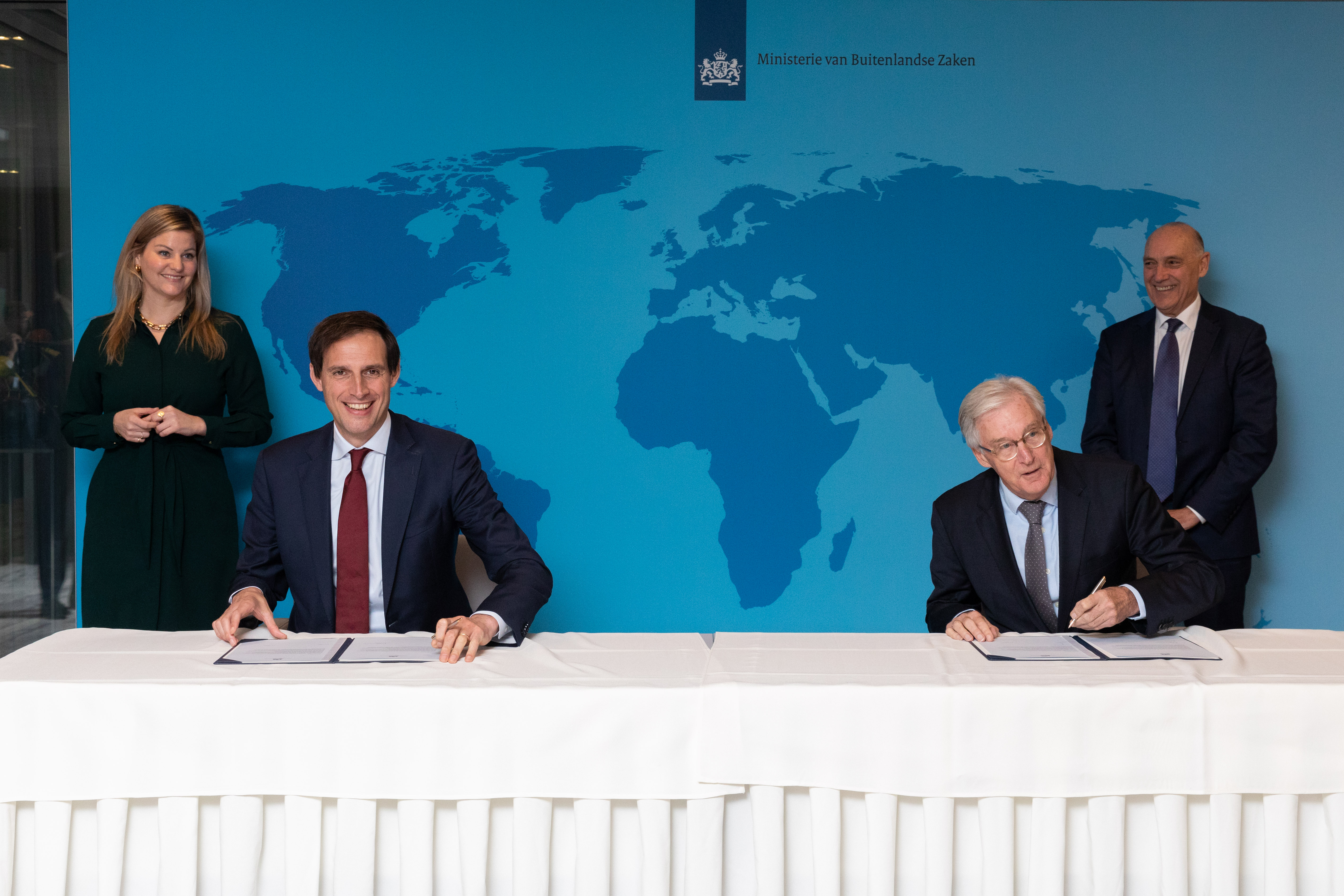
Hoekstra krijgt het ministerie van Buitenlandse Zaken overgedragen van zijn voorganger en partijgenoot Ben Knapen

Hoekstra trad per 10 januari 2022 aan als tweede vicepremier en minister van Buitenlandse Zaken in het kabinet-Rutte IV.
Na de presentatie van de plannen van het kabinet om uit de stikstofcrisis te komen en de daaropvolgende boerenprotesten werd Hoekstra door zijn eigen partij verweten onzichtbaar te zijn in de discussie. In een interview gepubliceerd op 18 augustus 2022 in het Algemeen Dagblad zei Hoekstra – als CDA-partijleider – dat de gestelde datum van 2030 voor de door het kabinet-Rutte IV gestelde reductie van stikstofuitstoot voor hem "niet heilig" is. De uitspraken leidden tot onvrede bij de andere coalitiepartijen en collegaministers, maar konden op steun rekenen van veel CDA'ers.

## Eurocommissaris
Op 24 augustus 2023 berichtte de Financial Times dat Hoekstra zou worden voorgedragen als nieuwe Eurocommissaris namens Nederland. Dat was enkele dagen nadat Frans Timmermans zijn ontslag indiende om lijsttrekker te worden van GroenLinks-PvdA in de aankomende Nederlandse Tweede Kamerverkiezingen. Het nieuws werd kort daarna bevestigd door de Nederlandse regering. Naderhand bleek dat ook Hoekstra's mede-vicepremier Sigrid Kaag interesse had getoond in de functie van Eurocommissaris.
De kandidatuur van Hoekstra werd met de nodige scepsis ontvangen, omdat uit zijn verleden geen duidelijk groen profiel bleek. In aanloop naar de hoorzitting in verband met zijn kandidatuur en als reactie op de kritiek gaf Hoekstra meermaals aan dat hij 'zijn stikende best zal doen'.
Op 2 oktober 2023 hield de milieucommissie van het Europees Parlement een hoorzitting met Hoekstra in verband met zijn kandidatuur. Een dag later werden hem nog een aantal aanvullende schriftelijke vragen gesteld. Na beantwoording stemden de milieucommissie en de meerderheid van het EU-parlement respectievelijk op 4 en 5 oktober 2023 in met zijn kandidatuur.
Na de  EU-parlementsverkiezingen die in Nederland op 6 juni 2024 werden gehouden, droeg het kabinet-Schoof Hoekstra op 22 juli 2024 voor als Nederlandse commissaris voor de tweede commissie-Von der Leyen. Inmiddels had hij zich bewezen en was de hoorzitting rond zijn benoeming veel minder beladen. De nieuwe EU-commissie ging na goedkeuring van het Europees parlement uiteindelijk 1 december 2024 van start met Hoekstra als commissaris voor Klimaat en Schone Groei.

## Persoonlijk
Hoekstra trouwde in september 2021 en heeft met zijn partner vier kinderen. Hoekstra behoort tot de Remonstrantse Broederschap. Hij heeft een aantal onderscheidingen ontvangen tijdens zijn ministerschap waaronder van Frankrijk en Oekraïne. 
Josep Borrell · 
Thierry Breton (tot 16 september 2024) · 
Helena Dalli · 
Valdis Dombrovskis · 
Elisa Ferreira · 
Marija Gabriel (tot 15 mei 2023) · 
Paolo Gentiloni ·  
Johannes Hahn · 
Iliana Ivanova (vanaf 19 september 2023) · 
Ylva Johansson · 
Věra Jourová · 
Wopke Hoekstra (vanaf 5 oktober 2023) · 
Phil Hogan (tot 26 augustus 2020) · 
Stella Kyriakidou · 
Janez Lenarčič · 
Ursula von der Leyen · 
Mairead McGuinness (vanaf 12 oktober 2020) · 
Didier Reynders · 
Margarítis Schinás · 
Nicolas Schmit · 
Maroš Šefčovič · 
Kadri Simson · 
Virginijus Sinkevičius · 
Dubravka Šuica · 
Frans Timmermans (tot 22 augustus 2023) ·   
Jutta Urpilainen · 
Adina-Ioana Vălean · 
Olivér Várhelyi · 
Margrethe Vestager · 
Janusz Wojciechowski
- Gemeinsame Normdatei: 1199462365
- Library of Congress Control Number: n2021018532
- Nederlandse Thesaurus van Auteursnamen: 41319714X
- Parlement.com: vimafx1q1ozj
- Virtual International Authority File: 194151246643844132227
- WorldCat: E39PBJc3D8TvmTPy48PX4FQpfq